# Lionel Barrymore
Lionel Barrymore, właśc. Lionel Herbert Blythe (ur. 28 kwietnia 1878 w Filadelfii, zm. 15 listopada 1954 w Los Angeles) – amerykański aktor filmowy i teatralny.

## Działalność
Debiutował w okresie kina niemego w 1909 roku. Partner Grety Garbo. Oprócz aktorstwa zajmował się reżyserią oraz malarstwem i rzeźbiarstwem. Wystąpił w ponad 250 filmach. Największe uznanie zdobył w Wolnych duszach (1931), film przyniósł mu Oscara. Jedną z jego najsłynniejszych ról jest postać zgorzkniałego bogacza – Pana Pottera w filmie To wspaniałe życie Franka Capry.
Rodzeństwo aktora to Ethel Barrymore i John Barrymore.

## Wybrana filmografia
- 1913: The Battle at Elderbush Gulch
- 1925: Ben-Hur
- 1926: Kusicielka jako Canterac
- 1927: Kobiety kochają diamenty jako Hugo Harlan
- 1928: Sadie Thompson jako Alfred Davidson
- 1929: Hollywood Revue jako on sam
- 1931: Mata Hari jako generał Szubin
- 1931: Wolne dusze jako Stephen Ashe
- 1932: Ludzie w hotelu jako Otto Kringelein
- 1932: Ostatnia cesarzowa jako Rasputin
- 1933: Kolacja o ósmej jako Oliver Jordan
- 1933: Nocny lot jako Robineau
- 1934: Dziewczyna z Missouri jako T. R. Paige
- 1934: Wyspa skarbów jako Billy Bones
- 1935: David Copperfield jako Dan Peggotty
- 1935: Znak wampira jako profesor Zelin
- 1936: Tylko raz kochała jako Andrew Jackson
- 1936: Dama kameliowa jako monsieur Duval
- 1937: Bohaterowie morza jako kapitan Disko Troop
- 1937: Saratoga jako dziadek Clayton
- 1938: Brawura jako Drake
- 1938: Cieszmy się życiem jako dziadek Martin Vanderhof
- 1943: A Guy Named Joe jako generał w niebie
- 1944: Od kiedy cię nie ma jako duchowny
- 1945: Dolina decyzji jako Pat Rafferty
- 1946: To wspaniałe życie jako Henry F. Potter
- 1946: Pojedynek w słońcu jako senator Jackson McCanles
- 1948: Koralowa wyspa jako James Temple
- 1952: Samotna gwiazda jako Andrew Jackson

## Dodatkowe informacje
Postać Lionela Barrymora, a także wielu innych przedwojennych amerykańskich aktorów, pojawiła się w filmie animowanym The Autograph Hound z 1939, gdzie Kaczor Donald włamuje się do studia filmowego, aby zdobyć autografy.

## Nagrody
- Nagroda Akademii Filmowej 1931: Wolne dusze (Najlepszy Aktor Pierwszoplanowy)